# Тольятти сегодня
Тольятти сегодня — городская газета Тольятти, выходившая с 1953 по 1997 год.

## Предыстория
В выходных данных газеты указывалось, что газета издаётся с февраля 1918 года. Однако это не совсем так. В 1918 году выходила газета «Ставропольская беднота», являвшаяся официальной газетой органов власти города. Просуществовала она недолго, но, видимо своим существованием позволила другой официальной городской газете считать себя преемницей.

## 1950-е — 1970-е
Первый номер газеты «За коммунизм» появился в 1953 году. Газета в целом продолжала традиции официальных изданий города и района, выходивших ранее.
Первоначально у газеты было несколько конкурентов в виде многотиражек, выходивших на строительстве Волжской ГЭС, но постепенно, с завершением строительства и ростом численности населения города общественная значимость общегородской газеты возрастает. Газета выходила 5 раз в неделю, форматом А3 на 8 страницах.
В 1966 году учредителем газеты становится Тольяттинской горком КПСС и городской Совет депутатов трудящихся. (с 1985 года — городской Совет народных депутатов).
Редакция определила тип своего издания как «общественно-политическое». Существенный объём материала представляли новости с пленумов и съездов ЦК КПСС.

## 1980-е
К началу 1980-х годов тираж газеты составлял 70 тысяч экземпляров. Структура номера не отличалась от таковой у других политических газет того времени:
- 22 % площади отводилось на освещение политических событий и партийной жизни
- 15 % газетной площади отводилось на тему промышленности и соцсоревнований
- 8 % занимали статьи, посвящённые обществу
- 7 % — реклама, ТВ-программа, объявления
- 5 % отводилось на освещение спортивных соревнований
- 3,6 % — культурная тематика
- 3,2 — вопросы ЖКХ и сферы обслуживания.

Примерно по 2 % отводилось на читательскую корреспонденцию, историко-краеведческие материалы и вопросы охраны природы и экологии.
В 1983 году газета сменила формат с A3 на A2. Это позволило несколько изменить распределение площадей по темам. Экономика и промышленность сравнялись с политикой и партийной жизнью (по 20 %), на долю городского хозяйства и жизни общества стало приходиться по 10 %. Культура, спорт, здоровье, экология занимали по 4-5 % площадей. На долю читательской корреспонденции приходилось 3 %, а реклама и объявления занимали примерно 10 % газетной площади. Появились и новые рубрики: освещение международной жизни, страничка «Творчество», где публиковались произведения местных авторов.
Коллектив газеты часто участвовал в областных и Всероссийских конкурсах городских, районных и многотиражных газет, где не менее 6 раз становился победите6лем. Правда номинанты в ту пору оценивались не по качеству изложенного материала, а по качеству оформления и полиграфического исполнения. Хотя и в тематических конкурсах газета не оставалась без внимания. За постоянную рубрику «Береги родную природу» газета «За коммунизм» неоднократно удостаивалась наград от областного совета общества охраны природы.
Стиль изложения в материалах соответствовал облику партийной газеты — парадность, торжественность, официальность, тщательная выветренность и продуманность формулировок, что приводило к появлению многочисленных штампов. Типовые, обезличенные названия рубрик, такие же ничего не говорящие о содержимом статьи заголовки — «Преодолевая трудности», «Соревнуются цехи-смежники», «Достойно завершить пятилетку», «Одобряем и поддерживаем!», «Крепить дисциплину» и т. д. Передовицы обычно были бодрыми, оптимистическими и полными энтузиазма, с рапортами о новых трудовых достижениях на пути к коммунизму. Критические же материалы подавались в основном обезличенно, с укоров в адрес «некоторых товарищей», своим несознательным поведением иногда мешающим наступлению светлого будущего. Серьёзные проблемы в городе и на его предприятиях не находили отражения на страницах газеты. Освещение международный событий в капиталистических странах практически неизбежно приводило к выводу, что власти в них некомпетентны и несостоятельны.
Существовавшая постоянная рубрика «На атеистические темы» демонстрировала направленность газеты на борьбу с религиозными заблуждениями. Рубрика «Новые обряды — в жизнь» пыталась создать новые социалистические обряды и традиции в противовес старинным, сопровождавшим события в человеческой жизни: рождение, свадьба, смерть. Так вместо крещения пытались привить церемонию торжественного вручения свидетельства о рождении.
Всеми жанрами газета активно участвовала и в антиалкогольной кампании: интервью, очерки, фельетоны, письма читателей и даже карикатуры — всё направлялось на борьбу с пороком. Аналогичные механизмы и с тем же конечным эффектом применялись и для борьбы с менее заметными «негативными явлениями в жизни общества» — дискотеками.
До 40 % материалов в газете было написано не штатными сотрудниками, а рабкорами и внештатными корреспондентами. На крупных предприятиях Тольятти существовали специальные корпункты, откуда рабочие и служащие могли информировать горожан о своих трудовых новостях. Для публикаций работали специальные рубрики, например «По следам письма идёт рабкор». А для повышения уровня подобных материалов газета постоянно вела общественную двухгодичную школу рабочих корреспондентов. Для поступления в школу требовались рекомендация парткома или комсомольской организации и профсоюза.
Но и простые читатели тоже не оставляли газету без материала. Несмотря на относительно малый объём площади, отведённой на обратную связь, горожане активно писали письма в редакцию. Так, за июнь 1984 года в газету пришло 703 письма. Из них 197 — это ответы на письма, посланные редакцией в различный организации и учреждения, 187 писем было использовано в обзорах или опубликовано, 208 — переслано на предприятия для «рассмотрения и принятия мер», а списано в архив всего 36 писем. Иногда проводились специально подготовленные акции, аналоги современных «прямых линий» с различными специалистами. Обеспеченность телефонами горожан была невысокой, поэтому можно было присылать в редакцию вопросы на заранее объявленную тему.
Ещё одним способом общения с читателем была общественная приёмная — один из внештатных отделов газеты, к работе в котором привлекались уважаемые сотрудники предприятий города.
После провозглашения М. Горбачёвым перестройки помимо массы материалов, посвящённых собственно перестройке и ускорению, в газете изредка стали появляться материалы и на немыслимые ранее темы: наркомании, проституции. Изменилось и отношение к вопросам религии, газета «вспомнила», что «советские люди имеют право исповедовать любую религию и отправлять религиозные культы»

## 1990-е
Политические события 1990—1991 годов серьёзным образом сказались на газете. В 1990-м году появилась новая городская газета — «Площадь свободы». Если издателем газеты «За коммунизм» продолжал оставаться горком партии, то «Площадь Свободы» заявила, что представляет городской Совет народных депутатов — другую ветвь власти.
Многие из сотрудников перешли в новое издание, которое провозгласило следующую программу:

говорить только правду, не подстраиваться под мнения партий, публиковать разнообразные материалы, в том числе о жизни церкви, увлечениях, чудачествах, новых партиях и их лидерах, молодёжных субкультурах, мнения, критика и предложения читателей.

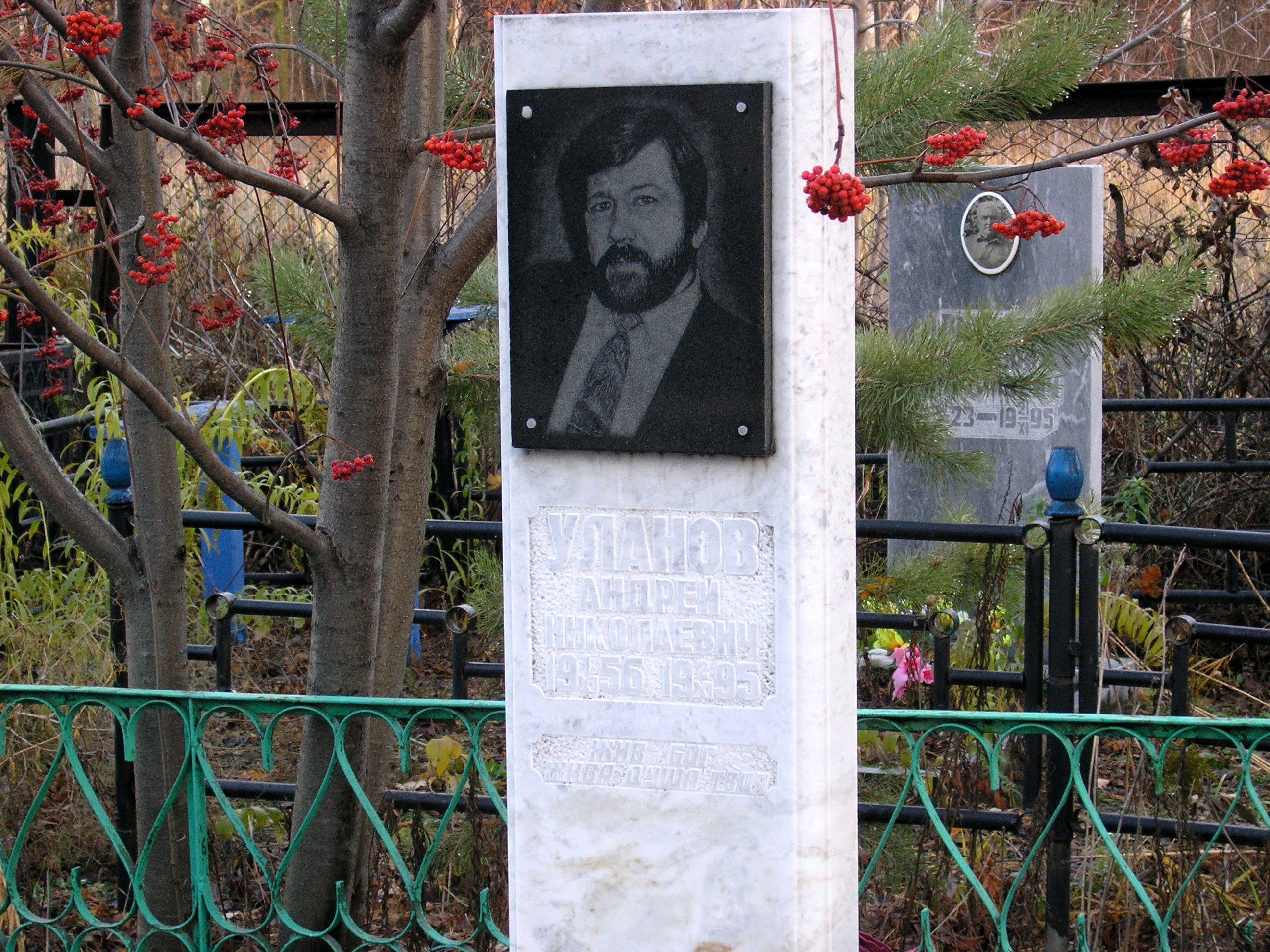
Могила главного редактора газеты «Тольятти сегодня» Андрея Уланова на Баныкинском кладбище убитого в 1995 году.

В итоге в конкурентной борьбе газета «За коммунизм» проигрывала, теряя популярность и читателей. В 1991 году газета была переименована в газету «Новый день». Издание приобрело радикально левую направленность, открыто поддержало ГКЧП, но после его поражения было вынуждено изменить имидж. По итогам проводившегося конкурса с сентября 1991 года газета выходит с новой редакций и под новым названием: «Тольятти сегодня», подчёркивая этим свою непричастность к теперь уже запрещённой коммунистической партии.
Главным редактором стал Андрей Уланов. В первом номере обновленной газеты целая полоса была посвящена событиям 19-21 августа. В редакционном материале объяснялось закрытие «Нового дня». Газета выработало новую политику «Мнения редакции могут не совпадать с мнениями авторов». Издание ориентировалось на широкие круги читателей. В газете печатались экономические материалы, новости различных сфер жизни, уголовная хроника, появилось специальное приложение для автолюбителей «Драндулет».
Газета активно пыталась восстановить прежнюю популярность, найти новых читателей и рекламодателей. Для этого даже кардинально сменило цвет: с августа 1994 года газета «Тольятти сегодня» первой из ежедневных газет России начинает выходить в цветном виде.
13 октября 1995 года в ходе Тольяттинской криминальной войны неизвестные преступники стреляют в главного редактора газеты «Тольятти сегодня» Андрея Уланова. Через 3 недели, 2 ноября он скончался. Это нанесло серьёзный удар по газете. Она осталась без управления, быстро набирала долги. Под своё учредительство газету взяла городская администрация, главным редактором стал один из старейших журналистов города Евгений Жаплов. Многомиллионные бюджетные вливания помогли рассчитаться с долгами, но никакие усилия не помогли вернуть былые авторитет и популярность.
В 1997 году после ряда политических скандалов по решению суда газета прекратила своё существование.